# آلدر (دهانه)
آلدر یک دهانه برخوردی در ماه‌ است.

## دهانه‌های اقماری
این دهانه ۱ دهانه اقماری دارد.
| Alder | عرض جغرافیایی | طول جغرافیایی | قطر          |
| ----- | ------------- | ------------- | ------------ |
| E     | ۴۷.۶° S       | ۱۷۲.۳° W      | ۱۶.۰ کیلومتر |